# Yohl Ikʼnal
Yohl Ikʼnal, även känd som Lady Kan Ik och Lady Kʼanal Ikʼnal, död 7 november 604, var regerande drottning av mayastaten B'aakal (Palenque) mellan 23 december 583 och 7 november 604. Hon var den första av två kvinnor som regerade Palenque.

## Biografi
Yohl Ikʼnal var med största sannolikhet dotter till sin företrädare Kan B'alam I, även om det också finns en möjlighet att hon var hans syster. Hon efterträdde Kan B'alam I, som avled utan manliga arvingar, och besteg tronen som regerande drottning 23 december 583. Omständigheterna kring hennes tronbestigning är inte bevarade. De förmodas dock ha varit ovanliga: hon var troligen den första kvinnan som regerade denna stat, och en av de första kvinnliga regenterna i någon mayastat. Det fanns fler kvinnliga mayaregenter, men hon tillhör de få som bar samtliga titlar som bars av även manliga monarker. 
Under hennes regeringstid attackerades Palenque av Calakmul. Enligt Maya-hieroglyferna på trappan till hus "C" utspelade sig en intensiv strid med nederlag för Palenque på datumet 9.8.5.13.8 6 lamat 1 zip, det vill säga 21 april 599. Nederlaget tycks ha resulterat i att Palenque behöll sin självständighet men blev en tributstat till Calakmul. Hon fortsatte att regera till sin död i november 604. Det tycks som om Palenque frigjorde sig från sin tributstatus till Calakmul någon gång före 611.
Yohl Ikʼnal efterträddes vid sin död av kung Ajen Yohl Mat, som möjligen var hennes son. Hennes eftermäle var uppenbarligen gott, då hon fortsatt avbildades av kung K'inich Janaab' Pakal nästan hundra år senare.